# Каумара

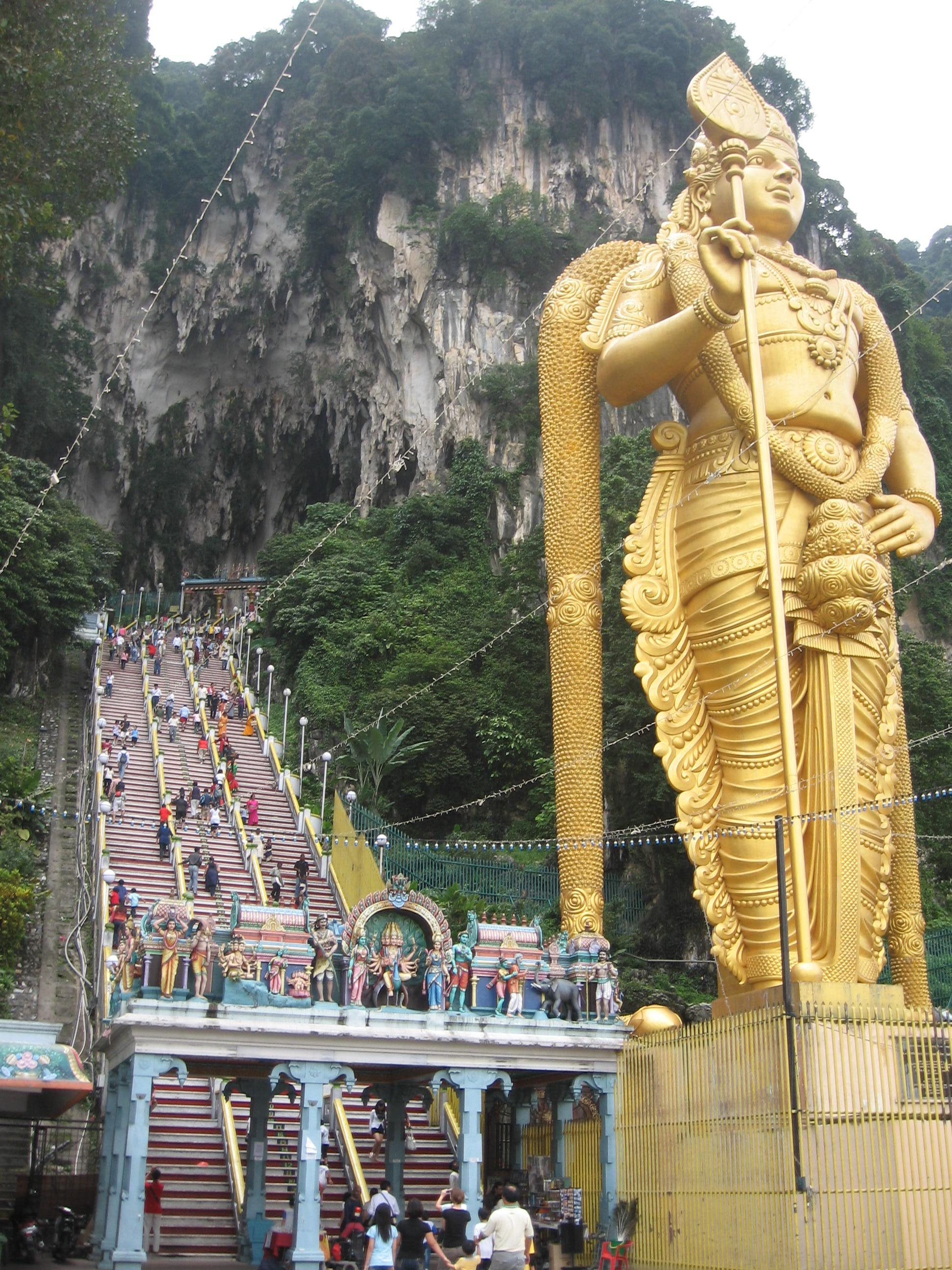
42-метровая статуя Кумары у пещер Бату, Малайзия

Каума́ра — одно из важнейших течений шиваизма в Южной Индии, Шри Ланке и диаспоре. Его приверженцы (в основном тамилы, каннара, ведды) считают юного сына Шивы, бога войны и любви Кумару (Сканду, Муругана) высшим божеством и посвящают себя служению только ему. Образ Сканды-Муругана объединил арийские и дравидские мифы и отражен в Сканда-пуране, Шива-пуране и Матсья-пуране.
История любви Кумары и его супруги Валли — девушки из местного племени пользуется громадной популярностью в Тамилнаде, где Кумара обрел статус национального Бога. Празднества каумаров сопровождаются оргиастическими плясками.